# Lars Ehrenstam
Lars Ehrenstam, tidigare Eneroth, född 1681 i Åmåls stadsförsamling, död 28 mars 1744 i Stockholm, var en svensk ämbetsman.

## Biografi
Lars Ehrenstam föddes 1681 i Åmål. Han var son till borgmästaren Magnus Eneroth och Sigrid Falk. Ehrenstam blev 27 november 1699 student vid Uppsala universitet och blev 22 december 1706 auskultant i Svea hovrätt. Han blev hovrättsadvokat 1709. Ehrenstam var 16 januari 1716 sekreterare vid riksens ständers bank. Han adlades Ehrenstam 5 november 1719 och introducerades 1720 som nummer 1682. Ehrenstam blev 24 december 1725 assessor vid Svea hovrätt och 1 juli 1731 hovrättsråd vid nämnda hovrätt. Han avled 1744 i Stockholm och begravdes i Riddarholmskyrkan. Ett vapen sattes upp över honom i kyrkan.

### Familj
Ehrenstam gifte sig i januari 1721 med Catharina Elisabet Gripenstedt (1700–1755). Hon var dotter till handelsmannen Jakob Radhe och Catharina Tham i Göteborg. De fick tillsammans barnen hovjunkaren Magnus Gabriel Ehrenstam (1721–1757), Catharina Ehrenstam (1721–1755) som var gift med kanslirådet Johan Jakob von Döbeln, kadetten Thomas Jakob Ehrenstam (1722–1744) vid artilleriet, Johan Ulrik Ehrenstam, kanslisten Carl Fredrik Ehrenstam (1725–1746) vid kungliga kansliet, Sigrid Ehrenstam (1727–1769) som var gift med kaptenen Claes Rutensparre, kornetten Johan Henrik Ehrenstam (född 1729), Henrik Vilhelm Ehrenstam (1730–1731), Ulrika Ehrenstam (1733–1754) som var gift med kaptenen Axel Duwall, Maria Antoinetta Ehrenstam (1734–1747) och Fredrika Eleonora Ehrenstam (1740–1781) som var gift med hovjägmästaren Fredrik Gripenstierna.